# Artefatos de Tucson
Os artefatos de Tucson, às vezes chamados artefatos de Silverbell, eram trinta e um objetos de chumbo que Charles E. Manier e sua família encontraram em 1924 perto de Picture Rocks, Arizona, que foram inicialmente foram considerados como criados por civilizações mediterrâneas primitivas que cruzaram o Atlântico no primeiro século, mas mais tarde foram identificados como uma farsa.
A descoberta consistiu em trinta e um objetos de chumbo, incluindo cruzes, espadas e parafernália religiosa/cerimonial, a maioria dos quais trazia inscrições gravadas em hebraico ou latim, imagens de templos, retratos de líderes, anjos e um dinossauro (inscrito na lâmina de uma espada). Um continha a frase "Calalus, a terra desconhecida", que era usada pelos crentes como o nome do assentamento. Os objetos também têm inscritos neles algarismos romanos variando de 790 a 900, que foram interpretados como representando a data de sua criação. O local não contém nenhum outro artefato, nenhum fragmento de cerâmica, nenhum vidro quebrado, nenhum resto humano ou animal e nenhum sinal de lareiras ou moradias.

## Autenticidade
Manier levou o primeiro item ao Museu do Estado do Arizona para ser estudado pelo arqueólogo Karl Ruppert. Ruppert ficou impressionado com o item e foi com Manier ao local no dia seguinte, onde encontrou uma placa de caliche pesando 7 lb (3,18 kg), com inscrições que incluíam uma data de 800 d.C. Um total de trinta e um objetos foram encontrados. Outros estudiosos contemporâneos, incluindo George C. Valliant, um arqueólogo da Universidade de Harvard que visitou a Universidade do Arizona em 1928, e Bashford Dean, curador de armas e armaduras do Museu Metropolitano de Arte na cidade de Nova York, pensaram que os artigos eram falsos. Neil Merton Judd, curador do Museu Nacional do Smithsonian Institution, por acaso estava em Tucson no momento da descoberta dos objetos e, após examiná-los, também supôs que fossem falsos, propondo que poderiam ter sido criados por "alguns indivíduo mentalmente incompetente com inclinação para o latim antigo e as guerras da antiguidade."
Na década de 1960, Bent escreveu um manuscrito de 350 páginas intitulado "The Tucson Artifacts", sobre os objetos, que não foi publicado, mas mantido pelo Arizona State Museum. Tanto Manier quanto Bent eram defensores dos objetos como um achado arqueológico genuíno.
O professor Frank Fowler originalmente traduziu as inscrições latinas nos primeiros itens e descobriu que as inscrições eram de autores clássicos conhecidos como Cícero, Virgílio e Horácio. Ele pesquisou textos latinos locais disponíveis em Tucson na época e descobriu que as inscrições nos itens principais eram idênticas aos textos disponíveis.
O aluno e escavador de Dean Cumming, Emil Haury, examinou de perto os arranhões na superfície dos objetos quando eles foram removidos do solo e concluiu que eles foram plantados, com base em parte em uma cavidade no solo que era mais longa do que uma barra de chumbo removida dele. . Depois que Cummings se tornou presidente da universidade, suas opiniões mudaram de maneira pouco clara, possivelmente devido ao ceticismo de Haury ou ao sentimento crescente de que os itens não passavam de uma farsa e, como reitor da universidade, teve que assumir uma posição diferente sobre o assunto. George MB Hawley se opôs veementemente às opiniões de Bent sobre os objetos. Hawley até acusou Ostrander e Sarle de perpetradores da farsa.

### Possível criador
Uma reportagem local identificou Timoteo Odohui como o possível criador dos itens. Odohui era um jovem escultor mexicano que viveu perto do local na década de 1880. O artigo menciona sua possível conexão com o local e sua capacidade de criar objetos de chumbo. Bent escreveu que um artesão da área se lembrou do menino, de seu amor pela escultura de metais macios e de sua coleção de livros em línguas estrangeiras, e contou isso aos escavadores.